# San Zeno che ride
San Zeno che ride è il nome con cui viene comunemente chiamata una statua attualmente posta nell'abside minore di sinistra della basilica di San Zeno a Verona. Non se ne conosce l'autore e nemmeno la data di realizzazione, tuttavia parte degli storici dell'arte tende a collocarla intorno al XIII secolo. È principalmente realizzata in marmo rosso di Verona.

## Descrizione
Nell'absidiola che chiude la navata minore di sinistra della basilica di San Zeno è collocata una statua che comunemente viene chiamata San Zen che ride. Si tratta di una scultura di grandi dimensioni in marmo rosso di Verona, dipinta e con parti aggiunte in marmo greco, che rappresenta il patrono di Verona, san Zeno, assiso in su una sedia dotata di braccioli con portanti teste di leoni e con la mano destra alzata nell'atto di benedire. Le linee prospettiche del manufatto e il suo rovescio non lavorato indicano come essa fosse stata pensata per essere collocata in posizione elevata e innestata nel muro, forse sopra la chiave di volta dell'arco trionfale affrescato di accesso all'abside.
Non c'è unanimità tra gli studiosi circa la collocazione temporale della statua. Secondo alcuni, tra cui Adolfo Venturi, le sue rozze forme e le tozze proporzioni fanno supporre che essa possa risalire agli inizi del XIII secolo, mentre Alessandro da Lisca, osservando come la scultura di quel tempo a Verona fosse in ritardo, suggerisce che possa essere posteriore e più precisamente nella seconda metà dello stesso secolo. Nemmeno l'autore è conosciuto, tuttavia il Venturi lo riconosce nel lapicida che realizzò la statua del Virgilio ora conservata presso il Palazzo del Podestà a Mantova, mentre il da Lisca propende per un maestro locale.
Nonostante non sia particolarmente pregevole dal punto di vista artistico, l'aspetto più originale è il sorriso bonario che l'autore ha impresso su San Zeno che lo differenzia dai classici oggetti cristiani solitamente raffigurati con espressione seria o con lo sguardo beato verso il cielo. Sul motivo della scelta fatta dallo scultore si possono fare solamente delle congetture, alcuni hanno proposto una relazione con i volti delle statue delle arche scaligere, altri hanno visto la volontà di rappresentare il risus paschalis, una ritualità frequente soprattutto nel mondo germanico.